# دانييل مونستار
دانييل مونستار هي بطلة خارقة في مارفل كومكس من ابتكار كريس كليرمونت وبوب ماكليود،ظهرت الشخصية لأول مرة في 1982.